# Peltandra
Peltandra  eller Pilkallasläktet är ett släkte av kallaväxter. Peltandra ingår i familjen kallaväxter, som innehåller tre arter från östra Nordamerika.
Kladogram enligt Catalogue of Life:
| Peltandra | \| \| Peltandra sagittifolia \| \| \| \| \| \| Peltandra virginica \| \| \| \| \| \| Peltandra primaeva \| \| \| \| |
|           | \| \| Peltandra sagittifolia \| \| \| \| \| \| Peltandra virginica \| \| \| \| \| \| Peltandra primaeva \| \| \| \| |
|           | Peltandra sagittifolia                                                                                              |
|           | |
|           | Peltandra virginica                                                                                                 |
|           | |
|           | Peltandra primaeva                                                                                                  |
|           | |

## Arter
1. Peltandra sagittifolia - Skedblomma eller vit pilkalla - sydöstra USA från östra Louisiana till Virginia
2. Peltandra virginica (L.) Schott - Grönfruktig pilkalla - Kuba, Quebec, Ontario, Oregon, Kalifornien, Washington, östra USA från Maine till Florida, västerut till Texas, Kansas och Minnesota.
3. †Peltandra primaeva – Eocene, Golden Valley Formation, North Dakota, USA[3]

## Bildgalleri

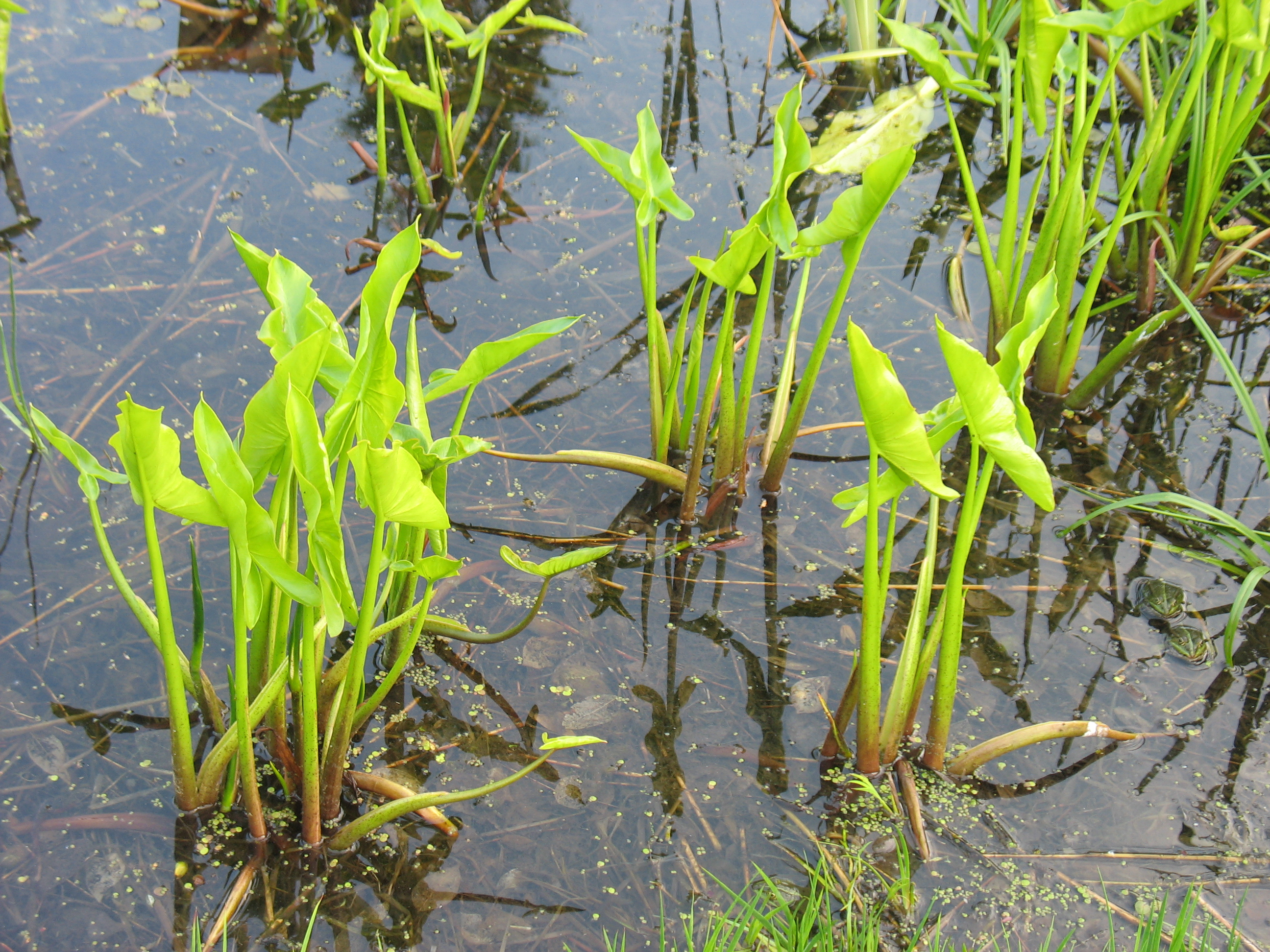
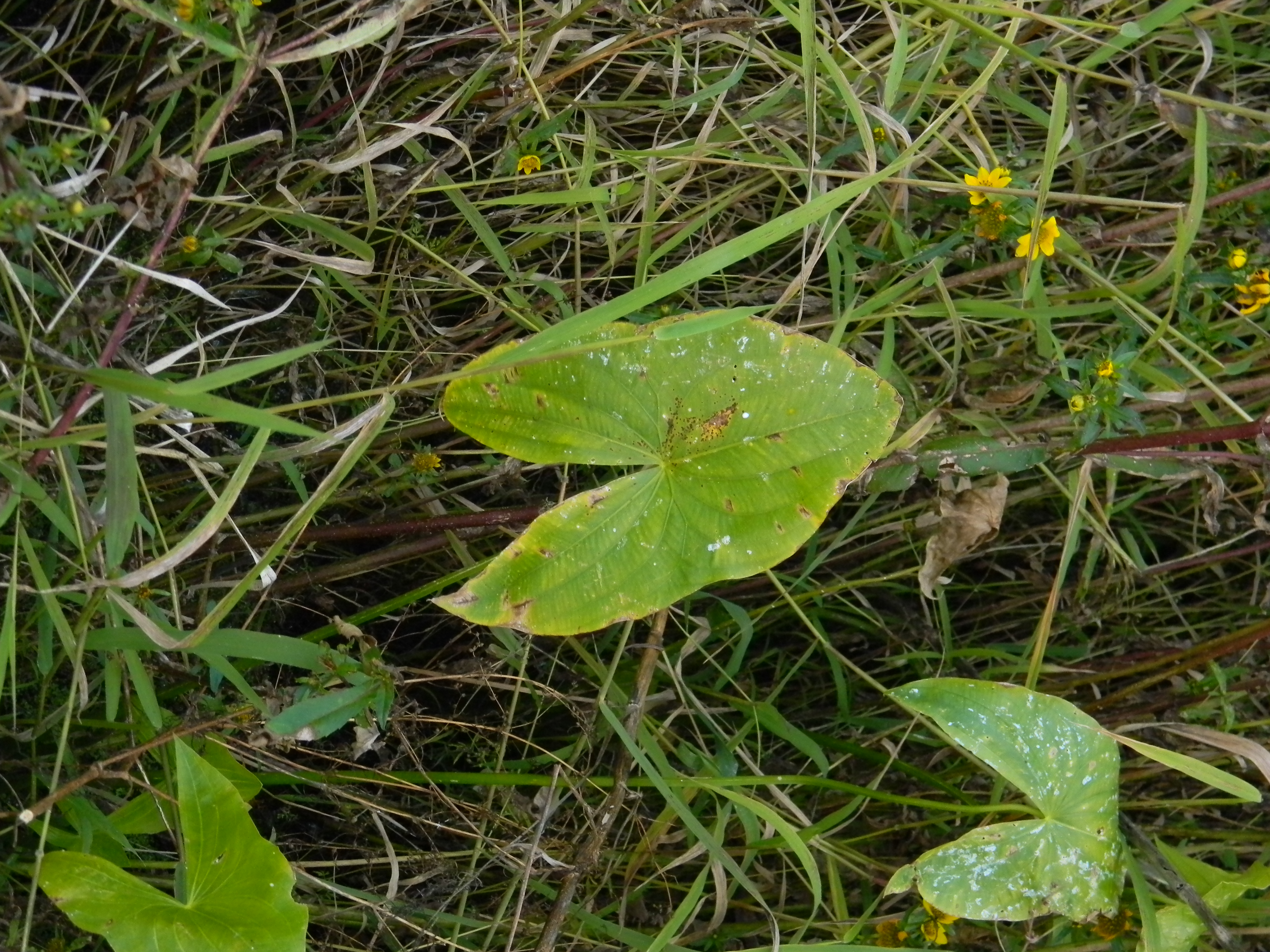